# دايفيد جاي بيترسون
دايفيد جاي بيترسون (بالإنجليزية: David J. Peterson)‏ هو مبتكر لغات وكاتب أمريكي، ولد في 20 يناير 1981 في لونغ بيتش في الولايات المتحدة.

## وصلات خارجية
- الموقع الرسمي
- دايفيد جاي بيترسون على موقع IMDb (الإنجليزية)
- دايفيد جاي بيترسون على موقع ميوزك برينز (الإنجليزية)
- دايفيد جاي بيترسون على موقع قاعدة بيانات الفيلم (الإنجليزية)